# 傑穆里諾
代穆里內（羅馬化：Demuryne），又按俄语名译为杰穆里诺，是位於烏克蘭東部第聶伯羅彼得羅夫斯克州錫內利尼科韋區梅若瓦市鎮的鎮。該鎮處於州府聶伯城以西148公里，始建於1922年，海拔高度168米，2012年人口1,153。

## 備注
1. ↑  俄語：